# Гьоте (награда - Берлин)
Наградата „Гьоте“ – Берлин (на немски: Goethe-Preis der Stadt Berlin) е учредена през 1949 г. и за последен път е дадена през 1989 г.
Наградата се връчва от кмета на Източен Берлин всяка година на 28 август при отпразнуването на рождението на Йохан Волфганг Гьоте и се дава за изключителни постижения в областта на изкуството и науката.

## Носители на наградата (подбор)
- Ото Нагел, художник (1957)
- Хайнц Чеховски, поет (1970)
- Хайнц Калау, поет (1970)
- Херман Кант, писател (1987)